# Alepia valentia
Alepia valentia är en tvåvingeart som beskrevs av Quate 1996. Alepia valentia ingår i släktet Alepia och familjen fjärilsmyggor.
Artens utbredningsområde är Costa Rica. Inga underarter finns listade i Catalogue of Life.